# Orchid (Floride)
Pour les articles homonymes, voir Orchid.
La ville américaine d’Orchid est située dans le comté d'Indian River, dans l’État de Floride, aux États-Unis.

## Démographie
| 1970 | 1980 | 1990 | 2000 | 2010 | - |
| ---- | ---- | ---- | ---- | ---- | - |
| 8    | 19   | 10   | 140  | 415  | - |

Sa population s'élevait à 415 habitants lors du recensement de 2010.

## Histoire
Orchid a été incorporée en tant que town en 1957.

## Source
- (en) Cet article est partiellement ou en totalité issu de l’article de Wikipédia en anglais intitulé « Orchid, Florida » (voir la liste des auteurs).